# Diócesis de Iringa
La diócesis de Iringa (en latín: Dioecesis Iringaën(sis), en inglés: Roman Catholic Diocese of Iringa y en suajili: Jimbo Katoliki la Iringa) es una circunscripción eclesiástica latina de la Iglesia católica en Tanzania, sufragánea de la arquidiócesis de Mbeya. La diócesis tiene al obispo Tarcisius Ngalalekumtwa como su ordinario desde el 21 de noviembre de 1992. 

## Territorio y organización
La diócesis tiene 32 202 km² y extiende su jurisdicción sobre los fieles católicos de rito latino residentes en parte de la región de Iringa.
La sede de la diócesis se encuentra en la ciudad de Iringa, en donde se halla la Catedral del Sagrado Corazón. 
En 2023 en la diócesis existían 28 parroquias.

## Historia
La prefectura apostólica de Iringa fue erigida el 3 de marzo de 1922 con el breve Quae rei sacrae del papa Pío XI, obteniendo el territorio del vicariato apostólico de Dar es-Salam (hoy arquidiócesis de Dar es-Salam).
El 28 de enero de 1935 cedió una parte de su territorio para la erección de la prefectura apostólica de Dodoma (hoy arquidiócesis de Dodoma) mediante la bula Romani Pontificis del papa Pío XI.
El 8 de enero de 1948 la prefectura apostólica fue elevada a vicariato apostólico con la bula Digna sane del papa Pío XII.
El 25 de marzo de 1953 el vicariato apostólico fue elevado a diócesis con la bula Quemadmodum ad Nos del papa Pío XII. Originalmente era sufragánea de la arquidiócesis de Dar es-Salam.
El 16 de febrero de 1968 cedió otra porción de territorio para la erección de la diócesis de Njombe mediante la bula Sicut solliciti del papa Pablo VI.
El 18 de noviembre de 1987 pasó a formar parte de la provincia eclesiástica de la arquidiócesis de Songea.
El 21 de diciembre de 2018 se convirtió en sufragánea de la arquidiócesis de Mbeya.
El 22 de diciembre de 2023 cedió parte de su territorio para la erección por el papa Francisco de la diócesis de Mafinga.

## Estadísticas
De acuerdo al boletín del 22 de diciembre de 2023 la diócesis tenía a fines de 2023 un total de 530 094 fieles bautizados.
| Año                                                                             | Población            | Población | Población      | Sacerdotes | Sacerdotes    | Sacerdotes    | Bautizados por sacerdote | Diáconos permanentes | Religiosos | Religiosos | Parroquias |
| Año                                                                             | Bautizados católicos | Total     | % de católicos | Total      | Clero secular | Clero regular | Bautizados por sacerdote | Diáconos permanentes | Varones    | Mujeres    | Parroquias |
| ------------------------------------------------------------------------------- | -------------------- | --------- | -------------- | ---------- | ------------- | ------------- | ------------------------ | -------------------- | ---------- | ---------- | ---------- |
| 1950                                                                            | 27 443               | 400 000   | 6.9            | 42         | 2             | 40            | 653                      |                      |            | 77         | 19         |
| 1969                                                                            | 174 581              | 422 574   | 41.3           | 63         | 16            | 47            | 2771                     |                      | 89         | 229        | 28         |
| 1980                                                                            | 225 387              | 658 000   | 34.3           | 56         | 20            | 36            | 4024                     |                      | 93         | 288        | 28         |
| 1990                                                                            | 367 132              | 771 000   | 47.6           | 81         | 32            | 49            | 4532                     | 1                    | 119        | 352        | 30         |
| 1999                                                                            | 518 372              | 2 171 241 | 23.9           | 101        | 53            | 48            | 5132                     | 1                    | 134        | 485        | 32         |
| 2000                                                                            | 534 271              | 2 214 666 | 24.1           | 110        | 58            | 52            | 4857                     | 1                    | 141        | 518        | 33         |
| 2001                                                                            | 550 324              | 2 258 959 | 24.4           | 102        | 54            | 48            | 5395                     | 1                    | 148        | 518        | 33         |
| 2002                                                                            | 555 227              | 2 281 548 | 24.3           | 107        | 60            | 47            | 5189                     | 1                    | 148        | 513        | 33         |
| 2003                                                                            | 568 349              | 2 305 373 | 24.7           | 102        | 57            | 45            | 5572                     | 1                    | 155        | 502        | 33         |
| 2004                                                                            | 574 032              | 2 309 983 | 24.9           | 105        | 53            | 52            | 5466                     | 1                    | 167        | 527        | 33         |
| 2006                                                                            | 588 439              | 2 367 962 | 24.9           | 92         | 53            | 39            | 6396                     | 1                    | 206        | 549        | 33         |
| 2013                                                                            | 650 461              | 2 524 245 | 25.8           | 102        | 69            | 33            | 6377                     | 1                    | 262        | 636        | 37         |
| 2016                                                                            | 683 248              | 2 547 022 | 26.8           | 97         | 69            | 28            | 7043                     | 1                    | 344        | 626        | 38         |
| 2018                                                                            | 695 366              | 2 552 116 | 27.2           | 110        | 72            | 38            | 6322                     |                      | 332        | 667        | 38         |
| 2019                                                                            | 711 549              | 2 570 007 | 27.7           | 115        | 86            | 29            | 6187                     | 1                    | 361        | 707        | 39         |
| 2021                                                                            | 736 120              | 2 588 022 | 28.4           | 104        | 70            | 34            | 7078                     | 1                    | 409        | 750        | 42         |
| 2023                                                                            | 530 094              | 2 172 101 | 24.4           | 99         | 81            | 18            | 5354                     |                      | 173        | 599        | 28         |
| Fuente: Catholic-Hierarchy, que a su vez toma los datos del Anuario Pontificio. |                      |           |                |            |               |               |                          |                      |            |            |            |

## Episcopologio
- Francesco Alessandro Cagliero, I.M.C. † (10 de mayo de 1922-22 de octubre de 1935 falleció)
- Attilio Beltramino, I.M.C. † (18 de febrero de 1936-3 de octubre de 1965 falleció)
  - Sede vacante (1965-1969)
- Mario Epifanio Abdallah Mgulunde † (23 de octubre de 1969-9 de marzo de 1985 nombrado arzobispo de Tabora)
- Norbert Wendelin Mtega (28 de octubre de 1985-6 de julio de 1992 nombrado arzobispo de Songea)
- Tarcisius Ngalalekumtwa, desde el 21 de noviembre de 1992